# Gastón Soffritti
Gastón Soffritti (Buenos Aires, 13 de dezembro de 1991) é um ator e produtor de televisão argentino. Tornou-se conhecido por atuar como Thiago em Floricienta, Federico Romero em Chiquititas 2006, Matías Beltrán em Patito feo, Iván Quinteros em Sueña conmigo, Manuel Correa em Por amarte así e Romeo Funes Guerrico em Simona.

## Biografia
Gastón estudou na escola Cardenal Copello, no bairro de Villa Devoto, na cidade de Buenos Aires, mesmo tendo vivido toda sua infância e adolescência em Villa Lynch, parte da General San Martín, na grande Buenos Aires. Quando terminou a escola, começou a estudar teatro com Monica Bruni, professora de atuação na Universidade de Buenos Aires e na Oficina de Iniciação à Atuação Argentina. Além disso, desde os dezoito anos, estudou canto com Willie Lorenzo, cantor, guitarrista, treinador vocal e compositor.

### Vida pessoal
Em 2022, iniciou um relacionamento com a também atriz argentina Cande Molfese. Os dois, que chegaram a noivar em 2023, anunciaram sua separação em maio de 2024.

## Carreira
Sua primeira aparição na televisão foi em 2000 no programa Café Fashion, contando piadas em um pequeno quadro do programa. Um ano depois, Gastón se apresentou no teste para a telenovela Yago, pasión morena, em que buscavam um ator de sete anos para o papel de Mateo Sirenio. Apesar de já ter nove anos, ele foi escolhido para fazer o personagem. Em 2002, estreou no teatro, na obra de Manuel González Gil e Osvaldo Santoro, Pequeños fantasmas. A peça recebeu boas críticas, mas pela situação econômica da Argentina naquele momento, acabou sendo cancelada.
Em 2002, ele foi convocado pela produtora argentina Cris Morena para fazer parte do elenco da telenovela infantil Rincón de luz. Dois anos depois, novamente pela mão de Cris, ele fez parte da segunda temporada da telenovela Floricienta. Um ano depois trabalhou em outra de suas produções, a telenovela Chiquititas — Gastón também atuou em todas as adaptações da novela no teatro. Em 2006, realizou a dublagem em espanhol do personagem Flecha, no filme da Disney Os Incríveis.
Em 2007, ele foi chamado por Marcelo Tinelli para fazer parte do elenco da ficção infantil Patito feo. A novela teve uma enorme repercussão na América e na Europa, o que levou a realização de turnês e apresentações do elenco durante dois anos. Em 2009, estreou no cinema com o filme italiano Un paradiso per due, dirigido por Pier Luigi Belloni e protagonizado por Vanessa Incontrada.
Durante os anos de 2010 e 2011, fez parte do elenco de protagonistas da série da Nickelodeon Sueña conmigo, da qual ele também fez parte nas adaptações teatrais. Durante 2012, fez parte da comédia de televisão Graduados, criada por Sebastián Ortega, dirigida por Miguel Colom e protagonizada por Nancy Dupláa e Daniel Hendler, onde interpretou Martín Cataneo, personagem pelo qual foi indicado nos Premios Tato, na categoria Revelação. Em outubro do mesmo ano assinou contrato com a produtora JazProducciones para fazer parte de uma comedia teatral chamada Los Grimaldi, junto aos atores Rodolfo Ranni, Georgina Barbarossa, entre outros. Em 22 de dezembro de 2012, a peça estreou no Teatro del Sol de Villa Carlos Paz. No mesmo mês, quando finalizou o projeto, Gastón foi novamente chamado por Sebastián Ortega para ser protagonista juvenil na ficção Los vecinos en guerra, que começou a ser transmitida em abril de 2013.
Em 2014, atuou na minissérie El otro, no todo lo que ves, e fez parte do elenco da telenovela da Pol-ka, Noche y día, protagonizada por Facundo Arana e Romina Gaetani. No ano seguinte protagonizou junto a Guillermina Valdés a obra teatral Sexo con extraños, além de atuar no filme El desafío. Em 2016, participou da telenovela da Telefê Por amarte así, onde interpretou Manuel Correa, uma jovem promessa do futebol cuja vida dá um giro inesperado ao ser atropelado por acidente por Mercedes (Brenda Asnicar) e acaba ficando paralítico. Em novembro de 2017 começou a gravar a telenovela Simona, de Adrián Suar para Pol-ka. A protagonista é Ángela Torres, e faz parte do elenco Agustín Casanova, Juan Darthés, Ana María Orozco, entre outros.

### Participações musicais (voz)
Paralelamente, Gastón emprestou sua voz para várias canções de gênero infantil, formando assim álbuns que seriam lançados em apoio das séries que participou. Podemos encontrar sua voz no disco "Rincón de Luz", álbum da novela do mesmo nome, lançado em 2003, onde Gastón canta com o resto de elenco, participando também de videoclipes. Também colaborou no disco "Chiquititas 24 Horas", álbum pertecente a versão 2006 do clássico infantil Chiquititas.

## Filmografia

### Televisão (ficcção)
| Ano       | Título                      | Personagem                           |
| --------- | --------------------------- | ------------------------------------ |
| 2001-2002 | Yago, pasión morena         | Mateo Sirenio                        |
| 2003      | Rincón de luz               | Guillermo Haudin                     |
| 2005      | Floricienta                 | Thiago                               |
| 2006      | Chiquititas                 | Federico "Pulgas" Romero             |
| 2007-2008 | Patito feo                  | Matías Beltrán                       |
| 2010-2011 | Sueña conmigo               | Iván Quinteros                       |
| 2011      | Historias de la primera vez | Joaquín Cavenaghi                    |
| 2012      | Graduados                   | Martín Catáneo/Martín Goddzer        |
| 2013-2014 | Los vecinos en guerra       | Lucas Galetto/Lucas Mayorga Barreiro |
| 2014      | La celebración              | Julio                                |
| 2014-2015 | Noche y día                 | Benjamín Liberman                    |
| 2015      | El otro                     | Jonathan "Jony" Valenzuela           |
| 2016-2017 | Por amarte así              | Manuel Correa                        |
| 2018      | Simona                      | Romeo Funes Guerrico                 |
| 2018      | Sandro de América           | Miguel "Lito" Vázquez                |
| 2018-2021 | Millennials                 | Axel Forte                           |
| 2019      | Inconvivencia               | Diego                                |

### Teatro
| Ano       | Título                        |
| --------- | ----------------------------- |
| 2002      | Pequeños fantasmas            |
| 2004      | Rincón de luz                 |
| 2006      | Chiquititas Sin Fin           |
| 2007-2008 | Patito Feo en el teatro       |
| 2009      | Patito feo: El show más lindo |
| 2011      | Sueña conmigo en concierto    |
| 2012-2013 | Los Grimaldi                  |
| 2015      | Sexo con extraños             |
| 2018      | Simona en vivo                |
| 2019-2020 | Gente feliz                   |

### Cinema
| Ano  | Título                          | Personagem                  |
| ---- | ------------------------------- | --------------------------- |
| 2004 | Os Incríveis                    | Flecha (dublagem argentina) |
| 2010 | Un paradiso per due             | Cesare                      |
| 2014 | El otro (no todo es lo que ves) | Jony                        |
| 2015 | El desafío                      | Hernán                      |
| 2023 | Ustedes deciden                 | Nicolás Rom                 |

## Prêmios e Indicações
| Ano  | Premio                       | Categoria     | Trabalho  | Resultado | Ref.   |
| ---- | ---------------------------- | ------------- | --------- | --------- | ------ |
| 2012 | Kids Choice Awards Argentina | Ator Favorito | Graduados | Indicado  | [ 15 ] |
| 2012 | Premios Tato                 | Revelação     | Graduados | Indicado  | [ 16 ] |